# Вулиця Аміни Окуєвої (Київ)
Вулиця Аміни Окуєвої — вулиця в Шевченківському районі міста Києва.

## Історія
Запроєктована як вулиця Проєктна 13119.
Названа на честь української хірургині, громадської активістки та військовослужбовиці Аміни Окуєвої — з 2019 року.